# Neuer jüdischer Friedhof (Kolín)

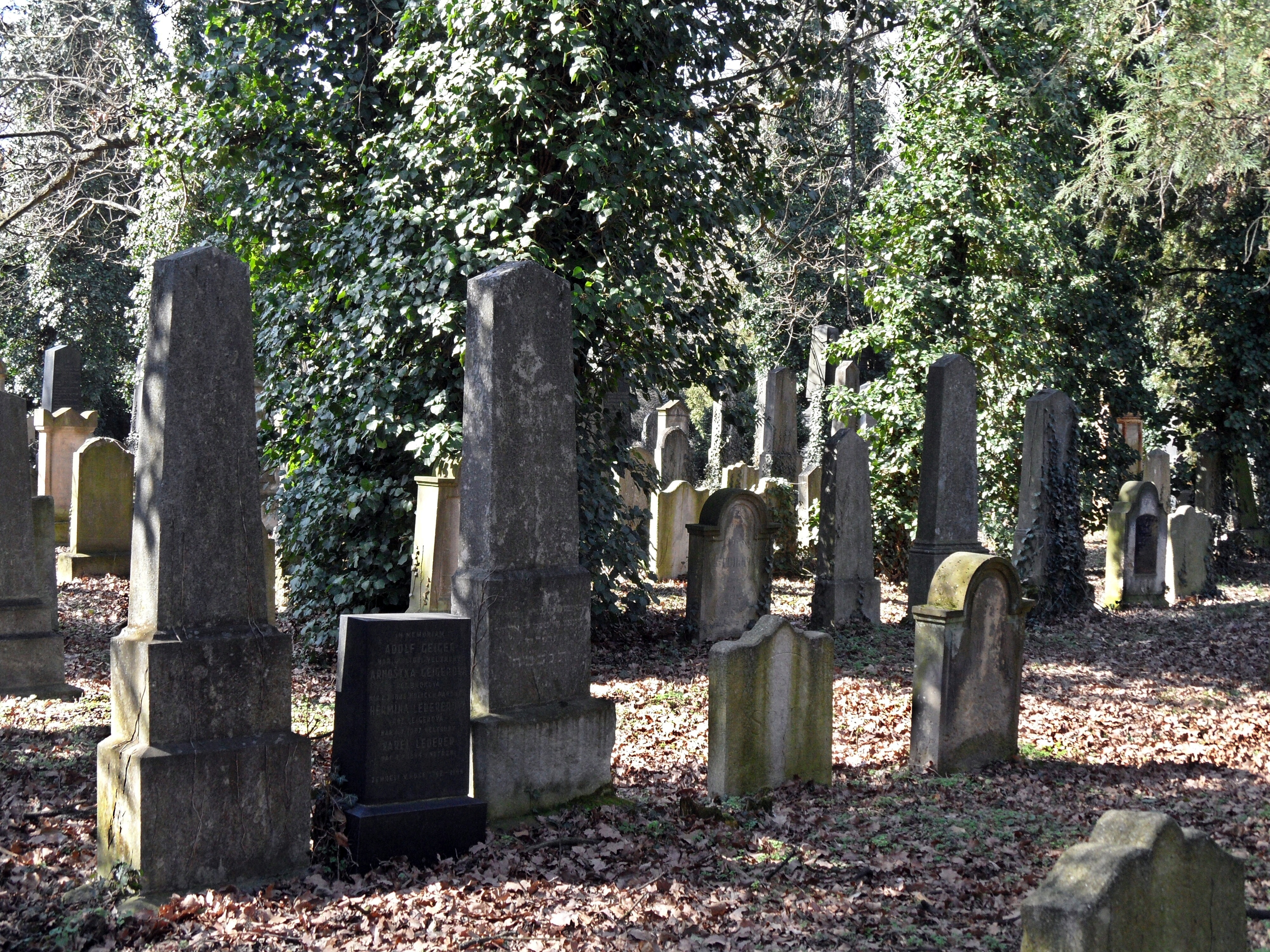
Neuer jüdischer Friedhof in Kolín

Der Neue jüdische Friedhof (tschechisch „Nový židovský hřbitov“) in Kolín (deutsch Kolin, älter auch Köln an der Elbe), einer tschechischen Gemeinde im Bezirk Okres Kolín in der mittelböhmischen Region Středočeský kraj,  wurde 1886/87 angelegt. Der neue jüdische Friedhof im Stadtteil Zálabí am rechten Elbufer ersetzte den Alten jüdischen Friedhof in der Altstadt.

## Geschichte
Der neue jüdische Friedhof wurde 1886/1887 angelegt, nachdem die Kapazität des alten jüdischen Friedhofs nicht mehr ausreichte. Am 15. März 1945 wurde der Friedhof während eines Bombenangriffs der alliierten Luftstreitkräfte getroffen und beschädigt.
Im Jahr 1989 hat der Staat einen Tail der Fläche für den Bau neuer Wohnhäuser beschlagnahmt, wodurch die Fläche auf 7198 m² zurückging. Dabei wurde ein Eingangstor sowie ein daneben stehender ritueller Saal abgerissen, der als Gebetssaal diente. Der sich dort befindliche Toraschrein (hebräisch: ארון הקודש) wurde bereits 1982 in die Northwood United Synagogue in Northwood bei London gebracht, wo er sich bis heute befindet.

## Friedhof

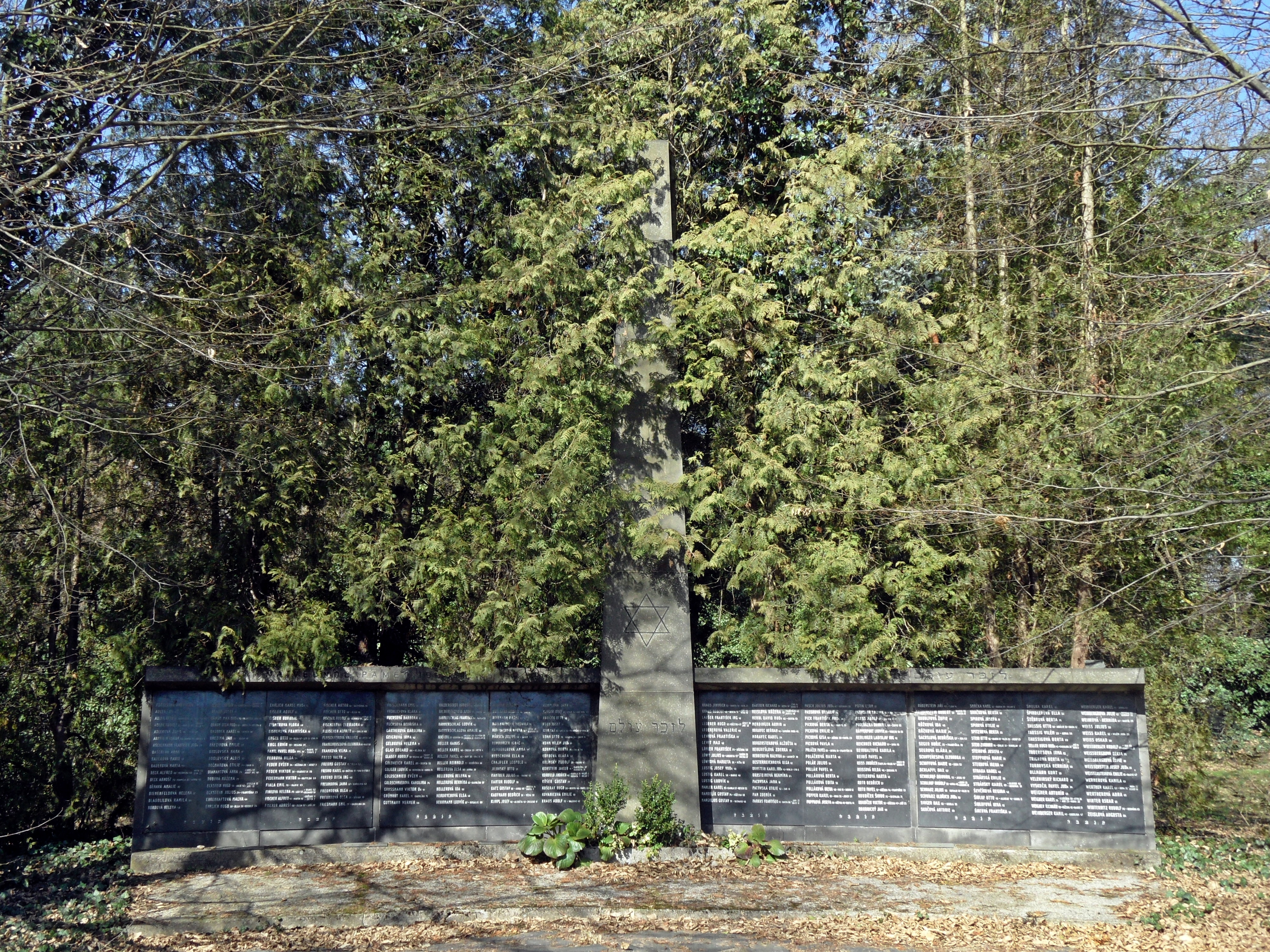
Holocaust-Denkmal

Der heute etwas über 7000 m² große Friedhof liegt auf dem rechten Ufer der Elbe im Stadtviertel Zálabí, unweit der zwei anderen Friedhöfe der Stadt – des zentralen Kolíner Friedhofs und des evangelischen Friedhofs. Auf ihm befinden sich etwas über 1000 Grabsteine, er wird noch benutzt.
Auf dem Friedhofsgelände befindet sich ein Denkmal für die Opfer des Holocaust. Die Initiative dazu kam vom letzten Rabbiner von Kolín, Richard Leder (Rabbinat 1917 bis 1953). Es besteht aus einem Obelisk, flankiert von acht Tafeln mit den Namen von 487 jüdischer Opfer der Stadt Kolín, die in Konzentrationslagern ermordet wurden. Am Denkmal wurden symbolisch kleine Mengen der Erde aus dem Ghetto und Friedhof in Theresienstadt, ferner aus Ausschitz, Majdanek, Łódź und Warschau deponiert.
Der Friedhof steht seit 2000 unter dem Kultgurdenkmalschutz der Stadt.